# Фалер (аргонавт)
Фалер (аргонавт, др.-греч. Φάληρος, Φαληρεύς) — персонаж древнегреческой мифологии. Сын Алкона. Аргонавт из Афин. У Павсания имя Фаларей: участник погребальных игр по Пелию, состязался в беге. Испугался Симплегад. С Тесеем Фалер участвовал в битве с кентаврами. В его честь названа гавань Афин. Совместно с Акамантом основал город Солы на Кипре. Также основал город, позднее названный Парфенопа и Неаполь.